# Jã
Jãs, Jans ou Janas são espíritos, uma espécie de fadas do folclore popular português e galego.
Estes seres são espíritos fiandeiros da casa. A quem lhes fizer uma oferenda, deixando à noite no borralho do lar um pouco de uma meada de linho e um bolo elas deixam pela manhã um pano de linho fiado tão fino como a espessura de um cabelo. Mas se se deixar apenas o linho e se esquecer de deixar um bolo ao pé, o linho aparece de manhã todo queimado. Era costume as pessoas de antigamente dizerem que os seus antepassados tinham lençóis fiados pelas Jãs.
Da raiz euskara jainkosa (deusa),  jainko (deus).